# Catherine Bolle
Pour les articles homonymes, voir Bolle.
Catherine Bolle, née à Lausanne le 20 septembre 1956, est une artiste peintre, graveuse et plasticienne vaudoise.

## Biographie
Fille du peintre paysagiste neuchâtelois Daniel Bolle, Catherine Bolle, après un apprentissage de laborantine en physique à l'école polytechnique fédérale de Lausanne achevé en 1976, se forme à l'école des beaux-arts de Sion où elle suit l'enseignement du sculpteur André-Paul Zeller. Dès 1978, elle travaille dans le secteur de l'industrie biochimique à Genève. Toujours à Genève, elle fonde en 1984 les Éditions Traces, qu'elle transférera plus tard à Lausanne. En 1985, elle se consacre définitivement à son art et à sa carrière de plasticienne.  
Catherine Bolle entame sa formation de gravure dans l'Atelier Raymond Meyer à Pully. Plus de deux mille gravures, cuivres, verres acryliques et bois et plus de 50 livres illustrés sont sortis de ses mains. Dès 1995, Catherine Bolle réalise portes et reliefs muraux de plexiglas gravés et encrés.  
Entre 1999 et 2022, elle crée aussi des livres illustrés du genre livre pauvre en collaboration avec les écrivains Daniel Leuwers, Michel Butor, Christophe Meyer, Salah Seité, Tasos Galatos et les poétesses Sylviane Dupuis et Maryse Renard. 
Elle reçoit, en 1996, le Prix Jeunes créateurs, suivi, en 2007, par le Grand Prix de la Fondation vaudoise pour la culture.
Catherine Bolle est enseignante à Paris, Vilnius et San José.

## Expositions
- novembre 2006 - janvier 2007 : Arts, savoirs, mémoire : trésors de la Bibliothèque de Genève[3]
- août 2011 : Les livres d'artistes à la Bibliothèque de Genève[4]
- 2012 : Bibliothèque cantonale et universitaire - Lausanne[5] et Espace Arlaud[6]
- 2023 : Se plie et se casse Catherine Bolle, 21 janvier - 12 février 2023, Villa Dutoit, Le Petit-Saconnex[7]

## Collections
- Bibliothèque de Genève
- Bibliothèque cantonale et universitaire - Lausanne